# 黃逸梵

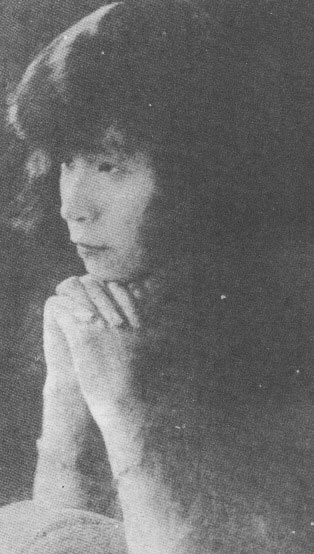
1926年在伦敦

黄逸梵（1899年2月4日—1957年10月11日），中国近现代艺术及收藏家，籍贯湖南長沙，生于南京，其女儿是小说家张爱玲。她虽然是出身于旧式家族的大家闺秀，却是“踏着三寸金莲横跨两个时代”的新潮女性。

## 生平
黄逸梵原名黄素琼，是清末湘军水师将领、长江水师提督黄翼升（1818-1894）之孙女，广西桂平梧盐法道黄宗炎（1864－1898）的庶出遗腹女，1898年生于南京莫愁路与仓巷之间的朱状元巷14号“黄军门提督府”。她有一个双胞胎弟弟黄定柱（另一种说法是黄定柱系女佣秘密买回来的山东难民之子），出生前家庭险遭族人“分绝户家产”。
1915年，黄素琼与张志沂在上海结婚，生下一女一男，分別是姊姊張愛玲（1920年9月30日出生）和弟弟張子靜（1921年12月11日出生）。张志沂任天津津浦铁路局英文秘书，全家搬家到天津32号路61号大宅。1922年黄家大夫人去世，家里的大部分财产落在了她与孪生弟弟黄定柱的身上，黄逸梵得到了家里价值连城的古董，弟弟分得了房产和地产。
1924年，张志沂的妹妹张茂渊赴欧洲留学，黄逸梵因不满丈夫纳妾、嫖妓、吸鸦片，提出作为监护人，撇下儿女陪同前往，并改名为黄逸梵，时年已。黄逸梵学习美术，结交徐悲鸿、蒋碧薇夫妇。
四年后，1928年，黄逸梵回国，教张爱玲画画，弹钢琴，学英文。1930年张志沂故态复萌，黄逸梵请外国律师协议离婚。黄素琼已28岁。
1932年黄逸梵前往法国学习艺术，是巴黎“中国留法艺术学会”会员，并靠从娘家继承的古董遗产在海外四处旅行，称为“环球旅行家”。一双缠足小脚，却在瑞士阿尔卑斯山滑雪，在地中海游泳。期间结识做皮件生意的美国男友维基斯托夫。1936年黄逸梵离开法国，绕道埃及与东南亚回国。
1937年8月13日，淞沪会战爆发，黄逸梵与弟弟黄定柱避入上海法租界。1938年初，张爱玲逃出父亲的家，与母亲居住。
1939年，黄逸梵前往新加坡，与男友维基斯托夫做手工皮件生意。搜集来自马来西亚的鳄鱼皮，加工制造皮件出售。1941年夏天抵达香港，与在香港读书的张爱玲会面。1941年底珍珠港事变时，黄逸梵男友维斯托夫在英属新加坡被炸死，她逃到英属印度，曾做尼赫魯两个姐姐的秘书。二战中失去财产，生活窘迫。1948年51岁的黄逸梵前往英属马来亚吉隆坡侨校坤成中学教手工半年。1948年底，带着十七箱古董坐船去英国伦敦，租住在地下室，曾做制皮包女工。1956年8月，张爱玲与赖雅结婚。她送赖雅280美元红包。1957年在伦敦因胃癌病故，享年58岁。她最后的遗产，一箱古董，全留给了女儿张爱玲 。赖雅在日记形容箱子打开后，悲伤充满整个房子，挥之不去。